# Сантон (фігурка)

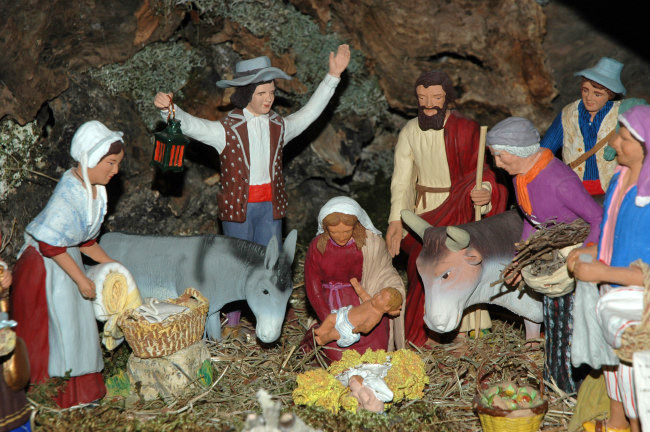
Сантони в Екс-ан-Провансі

Сантони (фр. santon, окс. santoun, дослівно «маленький святий») — мініатюрні глиняні фігурки, що зображають біблійних персонажів, святих або звичайних людей. Традиційно виготовляються у Провансі та розписуються вручну. Використовуються як елемент різдвяного вертепу або як самостійна прикраса інтер'єру.

## Історія
Традиція виготовлення сантонів походить від часів Французької революції, коли, згідно з новими антиклерикальними законами, церкви в країні закривалися, а служити месу було заборонено. Однак вірянам важко було відмовитися від святкування Різдва, і багато з них таємно влаштовували вдома різдвяні ясла, які звикли бачити в церкві. Для цих ясел вони власноруч робили фігурки святих — Марії, Йосипа та немовляти Ісуса. Фігурки ліпилися з хлібного м'якуша або пап'є-маше і мали невеликі розміри, щоб їх легко було сховати.

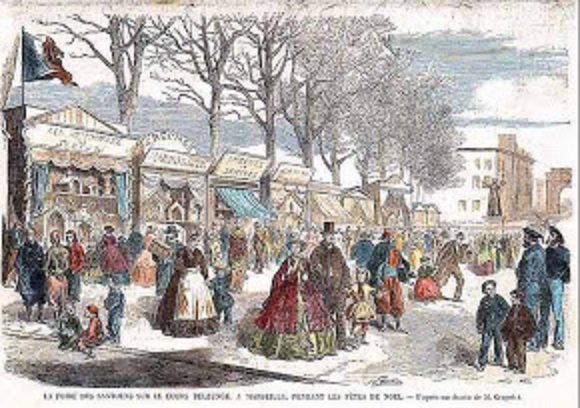
Ярмарок сантонів у Марселі XIX століття

Перші сантони з глини створив близько 1800 року марсельський скульптор Жан-Луї Ланьєль. Його твори мали попит, тому Ланьєль вигадував все нових і нових персонажів. Саме він є автором найпоширеніших типів сантонів, які відтворюються й досі. Для виготовлення корпусу фігурок Ланьєль використовував спеціальні форми, тоді як руки, головні убори, елементи та аксесуари робилися окремо та прикріплювалися до корпусу вручну.
Незабаром у Ланьєля з'являються численні послідовники, і в 1803 в Марселі проводиться перший ярмарок сантонів, який стане згодом щорічною традицією. У XX столітті сантони продовжують користуватися популярністю, і якщо раніше глиняні фігурки залишали необпаленими, то зараз їх починають обпалювати, що дозволяє довше зберігати їх і транспортувати на великі відстані. Ярмарок сантонів починають проводитися в багатьох містах і селах Провансу.

## Виготовлення
Сучасні майстри, які створюють сантони, дотримуються традиційних технологій. Фігурка складається з двох частин, кожна з яких виготовляється у гіпсовій формі.

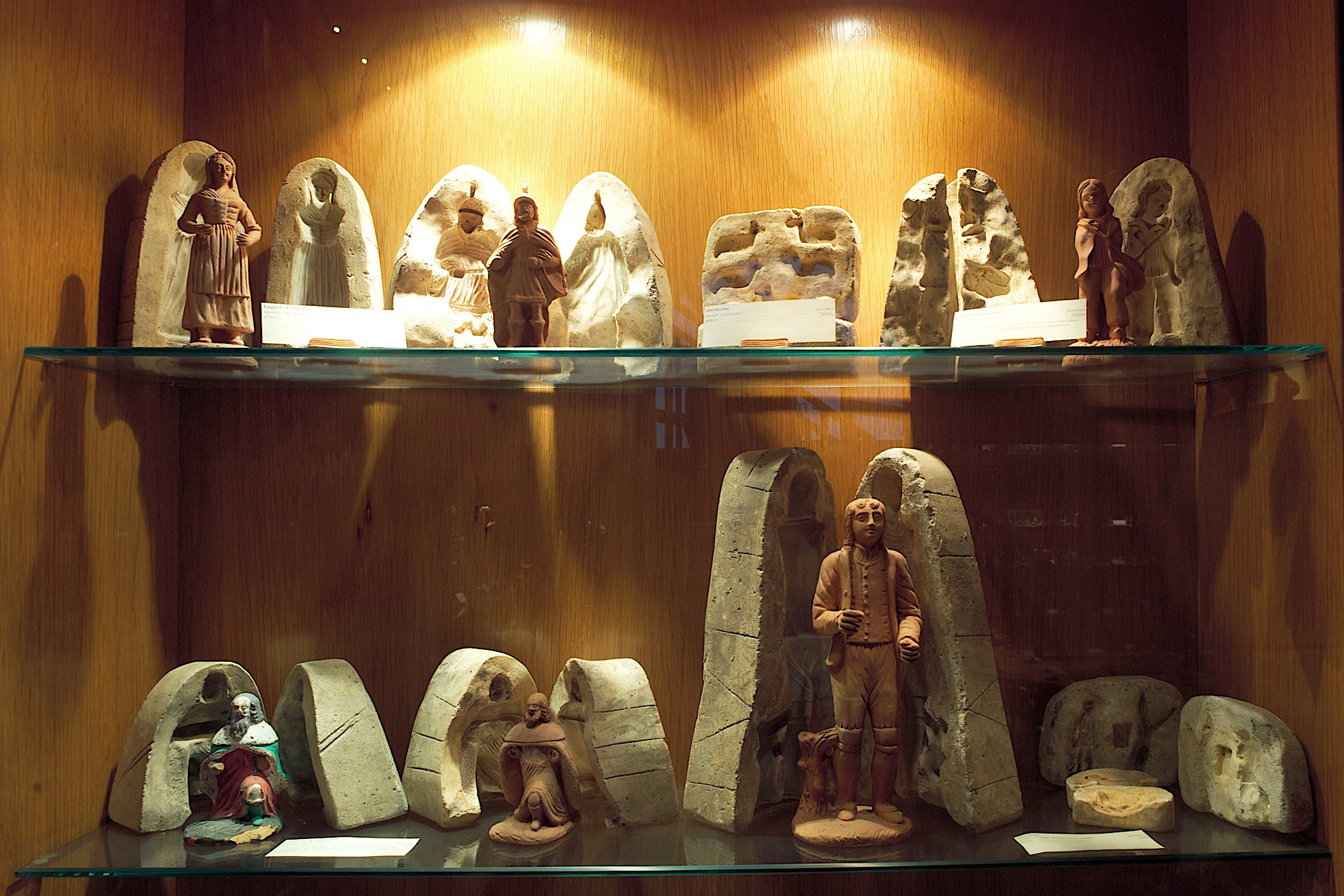
Форми, що використовували Ланьель

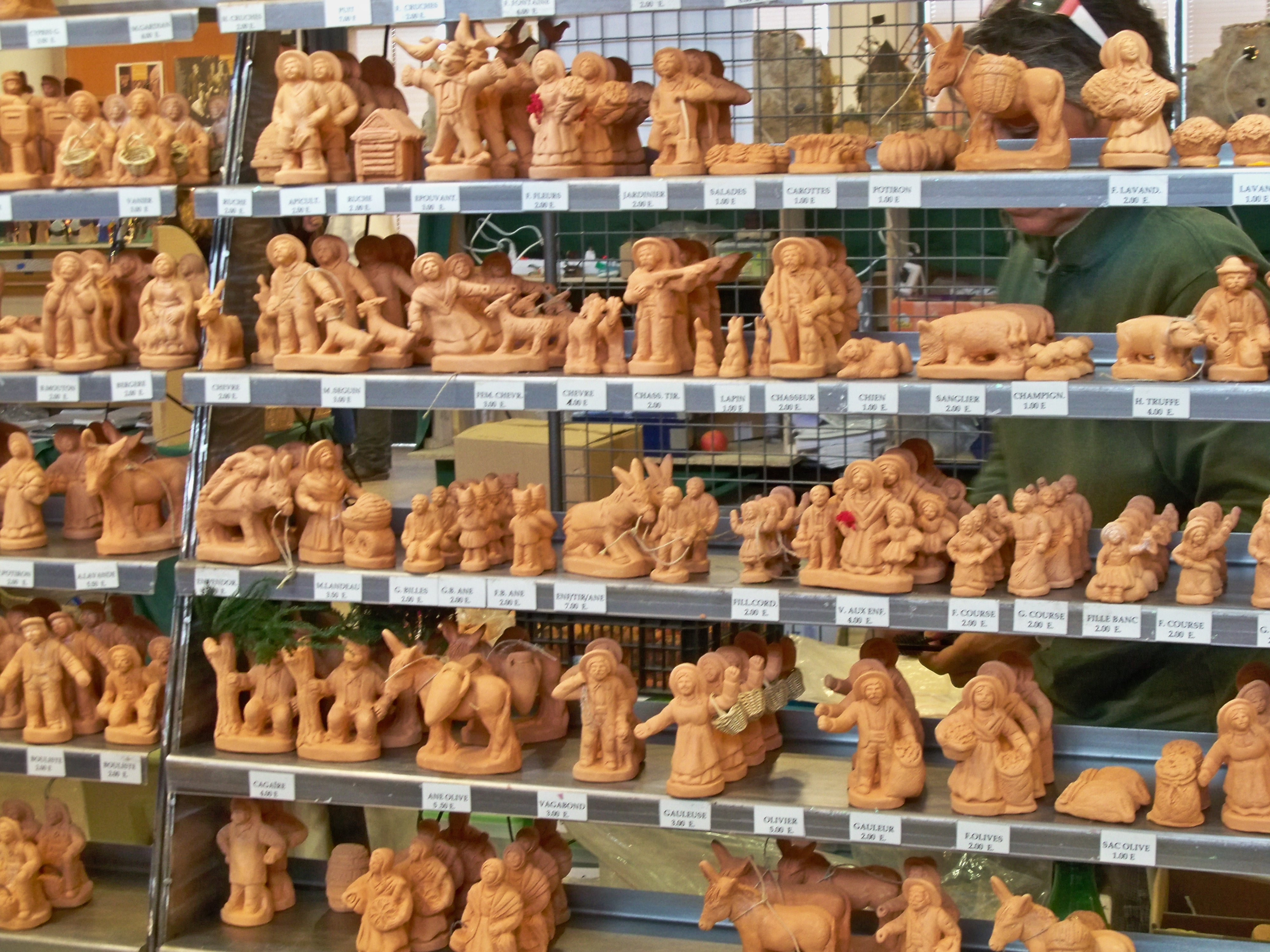
Нерозписані сантони

Саму форму створює майстер, за зразком першої фігурки відповідного типу, яку він ліпить вручну. Витягнуту з форми фігурку обробляють, видаляючи нерівності, і висушують перед випалюванням. Фігурки обпалюються в печі при температурі 900 °, після чого їх розписують. Заведено розписувати не кожну фігурку окремо, а розфарбовувати спочатку волосся всіх фігурок, потім обличчя, потім одяг тощо, рухаючись зверху вниз. Це дає змогу робити фігурки певних персонажів більш упізнаваними, оскільки всі вони виконані в одних і тих самих кольорах.
Сучасні сантони бувають трьох розмірів: маленькі (1-3 см заввишки), традиційні (4-7 см) та великі (18-20 см). Великі сантони можуть бути одягненими, тобто частина їх аксесуарів створюється з тканини. До Революції подібні фігурки святих можна було побачити у різдвяних яслах, що влаштовуються в церквах, проте сучасні «одягнені» сантони, перший з яких з'явився в 1942 році, мають мало спільного зі старими, дореволюційними зображеннями святих.

## Персонажі

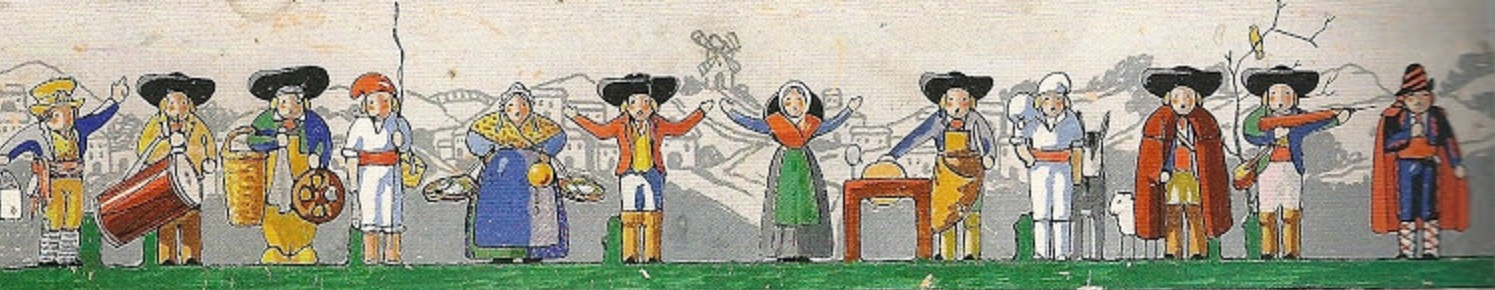
Фарандола сантонів (фреска Давида Деллепіане)

Спочатку сантони зображували виключно персонажів Євангелія: немовля Ісуса, Марію, Йосипа, ангелів, пастухів, волхвів. Пізніше народна традиція додала до них осла і вола, присутніх у яслах.

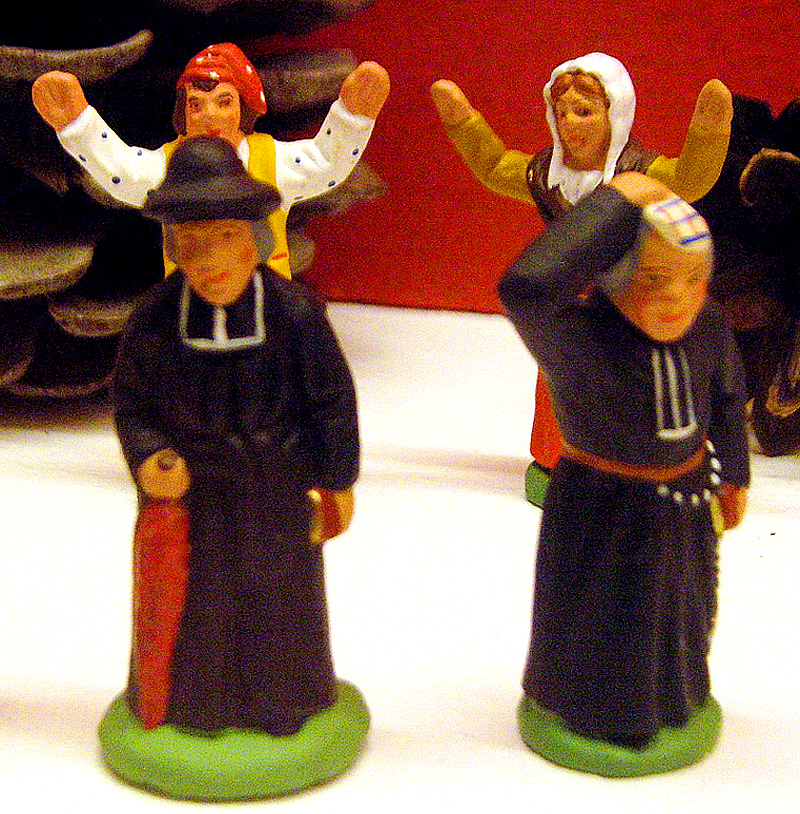
Кюре

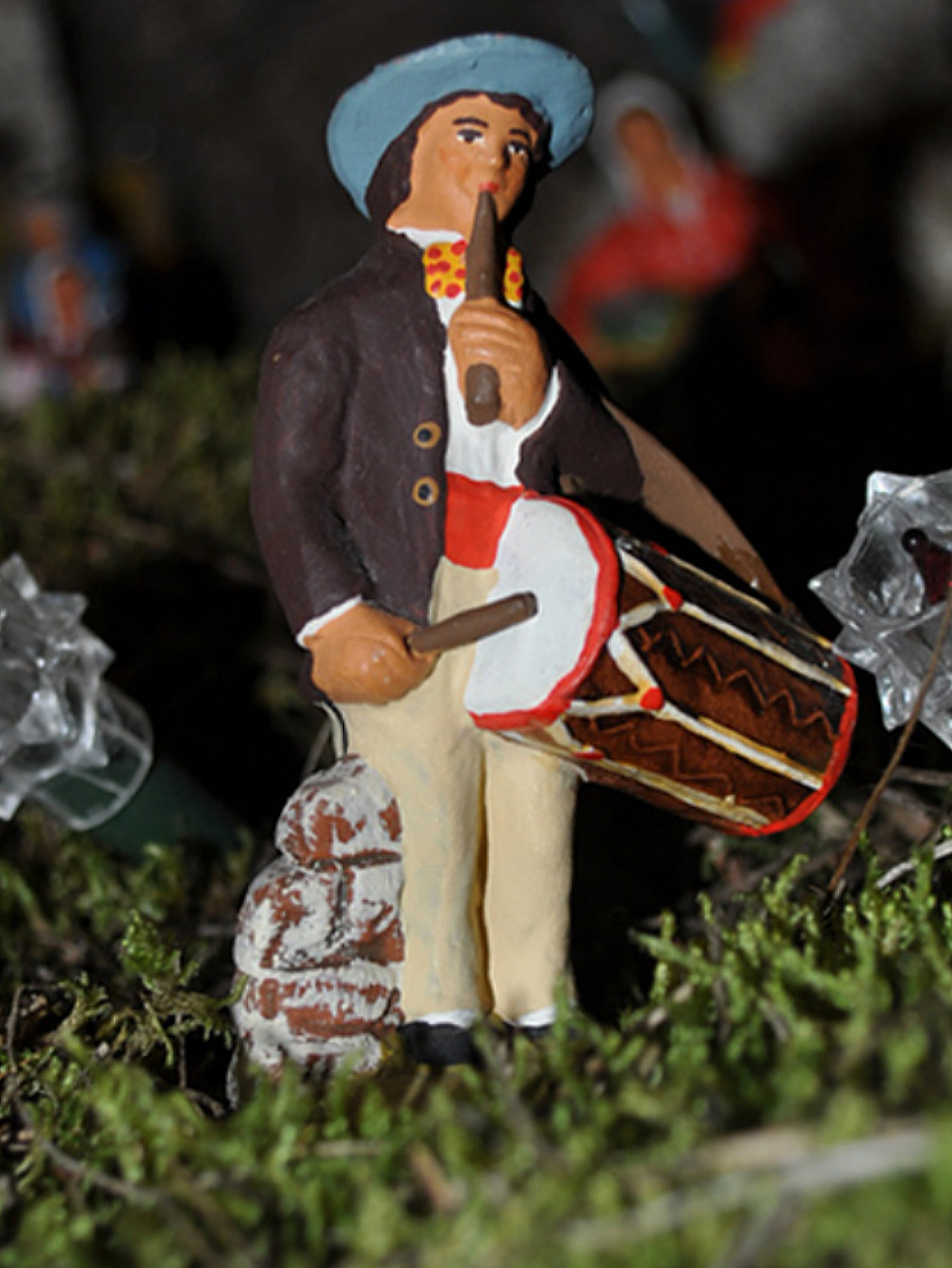
Барабанщик

Однак вже Ланьєль почав надавати своїм фігуркам рис звичайних жителів Провансу, і поступово це стало загальноприйнятою традицією. Багато сантонів зображають представників різних професій і типажів XIX століття — мера, кюре, рибалки, булочника, ремісника, барабанщика, в'язальницю, торговців і торговок, сільського дурника, циганку та інших — у типових для них костюмах. Всі вони, бувши поміщеними в ясла, символізують прагнення простих людей вклонитися немовляті Ісусу та принести йому свої дари. Деякі персонажі запозичені з пасторалів на євангельські теми, що розігрувалися на Різдво, зокрема з пасторалі Антуана Мореля, написаної в 1844.  Серед них ангел Буффарьо, точильник Пімпара, простак Бартом'є, ледар і п'яниця Пистачие, сліпець, стара подружня пара та інші. Часто зображується також Франциск Ассизький, який вважається святим покровителем майстрів — виготовлювачів сантонів. Іноді всі ці фігурки поміщаються у макет села з вулицями, будинками, деревами, фонтанами, млинами, мостами тощо, де, поряд з традиційними персонажами, присутні також прості перехожі, гравці в петанк, любителі пива та інші мешканці села, інсценізуючи живу картину народного побуту. Традиційні сантони відрізняються яскравою виразністю та емоційною безпосередністю.

## Сучасність
Зараз існує безліч майстерень з виготовлення сантонів, з яких найвідомішою є майстерня Марселя Карбонеля. Її засновник був відзначений орденом Почесного легіону Франції, а згодом і сам був увічнений у вигляді сантону. У багатьох містах — Марселі, Екс-ан-Провансі, Обані — щорічно (як правило, у листопаді або грудні) проводяться ярмарки сантонів. Оскільки яскраві фігурки мають велику популярність, їх можна придбати на різдвяних ринках і за межами Провансу. У Франції існує кілька музеїв сантонів. Найбільш відомий з них, у Фонтен-де-Воклюз, був заснований у 1987 році; його колекція включає близько 2200 експонатів, серед яких найменші різдвяні ясла у світі з 39 персонажами, що розміщуються в шкаралупі волоського горіха. Музеї сантонів також є в Марселі, Ле-Валь, Ле-Бо-де-Прованс, Моссан-лез-Альпій тощо. У Гріньяні можна побачити ціле мініатюрне село, населене сантонами: воно займає площу в 400 м2 і налічує 70 будівель і близько 1000 персонажів.